# Едвард Кленсі
Едвард Кленсі  (англ. Ed Clancy, 12 березня 1985) — британський велогонщик, олімпійський чемпіон.

## Виступи на Олімпіадах
| Олімпіада   | Дисципліна                                 | Місце |
| ----------- | ------------------------------------------ | ----- |
| Пекін 2008  | Командна гонка переслідування, 4000 метрів | 1     |
| Лондон 2012 | Командна гонка переслідування, 4000 метрів | 1     |
| Лондон 2012 | Омніум                                     | 3     |